# Manchester United Football Club 1965-1966
Questa voce raccoglie le informazioni riguardanti il Manchester United Football Club nelle competizioni ufficiali della stagione 1965-1966

## Maglie e sponsor
| Casa | Trasferta | Terza |

## Rosa
| N. |                             | Ruolo | Calciatore       |
| -- | --------------------------- | ----- | ---------------- |
|    | Irlanda (bandiera)          | P     | Pat Dunne        |
|    | Inghilterra (bandiera)      | P     | David Gaskell    |
|    | Irlanda del Nord (bandiera) | P     | Harry Gregg      |
|    | Irlanda (bandiera)          | D     | Shay Brennan     |
|    | Irlanda (bandiera)          | D     | Noel Cantwell    |
|    | Irlanda (bandiera)          | D     | Tony Dunne       |
|    | Inghilterra (bandiera)      | D     | Bobby Noble      |
|    | Scozia (bandiera)           | C     | Pat Crerand      |
|    | Scozia (bandiera)           | C     | John Fitzpatrick |
|    | Inghilterra (bandiera)      | C     | Bill Foulkes     |

| N. |                             | Ruolo | Calciatore      |
| -- | --------------------------- | ----- | --------------- |
|    | Inghilterra (bandiera)      | C     | Nobby Stiles    |
|    | Inghilterra (bandiera)      | A     | Willie Anderson |
|    | Inghilterra (bandiera)      | A     | John Aston      |
|    | Irlanda del Nord (bandiera) | A     | George Best     |
|    | Inghilterra (bandiera)      | A     | Bobby Charlton  |
|    | Inghilterra (bandiera)      | A     | John Connelly   |
|    | Scozia (bandiera)           | A     | David Herd      |
|    | Scozia (bandiera)           | A     | Denis Law       |
|    | Scozia (bandiera)           | A     | Jimmy Ryan      |
|    | Inghilterra (bandiera)      | A     | David Sadler    |

## Risultati

### Charity Shield
| Arbitro: | Finney |

|                   |           |                         |
| Best 28’ Herd 81’ | Marcatori | 38’ Stevenson 86’ Yeats |

### Coppa dei Campioni
| Arbitro: | Banasiuk |

|                            |           |                              |
| Pahlman 31’ Peltoniemi 71’ | Marcatori | 1’ Herd 15’ Connelly 36’ Law |

| Arbitro: | Rodrigues |

|                                                   |           |  |
| Connelly 15’, 47’, 70’ Best 45’, 50’ Charlton 60’ | Marcatori |  |

| Arbitro: | Carlsson |

|  |           |                      |
|  | Marcatori | 72’ Law 80’ Connelly |

| Arbitro: | Gardeazábal |

|                    |           |                |
| Herd 10’, 40’, 89’ | Marcatori | 82’ Piepenburg |

| Arbitro: | Galba |

|                              |           |                        |
| Herd 35’ Law 45’ Foulkes 60’ | Marcatori | 10’ Augusto 80’ Torres |

| Arbitro: | Lo Bello |

|                    |           |                                                    |
| Brennan 51’ (aut.) | Marcatori | 6’, 11’ Best 14’ Connelly 76’ Crerand 87’ Charlton |

| Arbitro: | Tschenscher |

|                           |           |  |
| Hasanagić 43’ Bečejac 58’ | Marcatori |  |

| Arbitro: | Dienst |

|                   |           |  |
| Šoškić 75’ (aut.) | Marcatori |  |